# 徳島県立城東高等学校
徳島県立城東高等学校（とくしまけんりつじょうとうこうとうがっこう、英語: Tokushima Prefectural Joto High School）は、徳島県徳島市中徳島町一丁目にある公立高等学校である。前身は1902年（明治35年）創立の徳島県立高等女学校（略称は徳女）。

## 概要
徳島県立城東高等学校は1902年（明治35年）徳島県徳島市に徳島県立高等女学校として創立、徳島県の進学高校群である旧総合選抜六校（徳島市立・城南・城北・城ノ内・徳島北、城東
）のうちの一校である。
2014年度よりSGH（スーパーグローバルハイスクール）に指定された。

## 沿革
徳島高等女学校・新制高等学校（女子校）時代
- 1902年（明治35年）
  - 4月1日 - 「徳島県立高等女学校」が開校[2]。本科（4年制）と技芸専修科（2年制）を設置。
  - 4月28日 - 第1回始業式を挙行。この日を創立記念日と制定。
- 1903年（明治36年）5月～6月 - 校舎と寄宿舎が完成。
- 1906年（明治39年）9月11日 - 校旗を制定。
- 1908年（明治41年）4月1日 - 徳島女子師範学校を併置[3]。
- 1921年（大正10年）4月1日 - 「徳島県立徳島高等女学校」と改称[4]。
- 1926年（大正15年）3月29日 - 学則を改正し、修業年限を5ヶ年に改める。
- 1927年（昭和2年）7月19日 - 生徒徽章を制定。
- 1931年（昭和6年）
  - 2月7日 - 新運動場が完成。
  - 10月14日 - 弓道場が完成。
- 1932年（昭和7年）4月9日 - 体育館が完成。
- 1933年（昭和8年）8月21日 - プールが完成。
- 1943年（昭和18年）4月1日 - 併設の徳島県女子師範学校が徳島県師範学校（男子師範）と統合の上、官立（国立）移管され徳島師範学校女子部となる。
- 1945年（昭和20年）
  - 7月4日 - 徳島大空襲により、全校舎を焼失。
  - 8月 - 徳島師範学校女子部が美馬郡江原町へ疎開したことにより、併設を解消。
  - 9月 - 徳島市富田国民学校校舎にて徳島市立高等学校と二部授業を開始。
- 1946年（昭和21年）6月 - 旧校地に校舎を再建。校舎再建資金を獲得するために演劇部と音楽部が徳島県下各地で巡回公演を行う。
- 1947年（昭和22年）4月1日 - 学制改革（六・三制の実施）
  - 高等女学校の生徒募集を停止。
  - 新制中学校を併設し（以下・併設中学校）、高等女学校1・2年生修了者を新制中学2・3年生として収容。
  - 併設中学校は暫定的に設置され、新たな生徒募集は行われず、在校生が2・3年生だけであった。
  - 高等女学校3・4年修了者はそのまま高等女学校4・5年として在籍。
- 1948年（昭和23年）4月1日 - 学制改革（六・三・三制の実施）により、高等女学校が廃止され、新制高等学校「徳島県徳島女子高等学校」が発足。
  - 高等女学校卒業生（5年修了者）、4年修了者の中で希望者はそれぞれ新制高等学校3年生、2年生となる。
  - 併設中学校卒業生（3年修了者）は新制高等学校1年生となる。
  - 併設中学校は在校生が3年生のみ（1946年（昭和21年）4月入学生）のみとなる。
- 1949年（昭和24年）3月31日 - 併設中学校を廃止。

新制高等学校（男女共学）
- 1949年（昭和24年）4月1日 - 高校三原則（総合制・学区制・男女共学制）に基づく高等学校再編により、総合制高等学校「徳島県城東高等学校」が発足。
  - 全日制課程2学科（普通科・商業科）と定時制課程2学科（普通科・商業科）を設置。
    - 当時男子校であった徳島第一高等学校や徳島第二高等学校と生徒を入れ替えて男女共学となった。この時、徳島第一高等学校は城南高等学校に、徳島第二高等学校は城北高等学校に改称した。
    - 旧・徳島市立女子高等学校、旧・徳島商業高等学校の生徒も収容。
    - 定時制課程は徳島第二高等学校と徳島商業高校の夜間部が統合されて設置された。
- 1950年（昭和25年）
  - 3月 - 城東高校としての第1回卒業式を挙行。
  - 4月1日 - 商業科の生徒募集を停止（商業科が城北高等学校に移管されたことによる。ただし在校生が卒業するまで商業科は存続。）
- 1952年（昭和27年）
  - 3月31日 - 商業科を廃止。
  - 4月1日 - 家庭技芸課程を設置（後に被服科に改称）。校歌・校旗（校章）を制定。
- 1956年（昭和31年）4月1日 - 「徳島県立城東高等学校」（現校名）に改称（県の後に「立」が加えられる）。
- 1962年（昭和37年）6月 - 鉄筋コンクリート造3階建ての校舎が完成。
- 1964年（昭和39年）
  - 2月 - 鉄筋コンクリート造の本館が完成。
  - 8月 - 講堂兼体育館が完成。
- 1965年（昭和40年）4月1日 - 東邦レーヨンの企業内学校として定時制（昼間二部制）北島分教室を開設。
- 1968年（昭和43年）　
  - 3月 - 鉄筋コンクリート造4階建ての特別教室が完成。
  - 4月 - 定時制（昼間）内町分教室を開設し、衛生看護科を設置（後に内町分校に昇格）。北島分教室を北島分校に昇格させる。
- 1972年（昭和47年）4月1日 - 徳島市内の普通科4高校[5]（城東・城南・徳島北・城北・市立高・城ノ内）で総合選抜入試を開始。被服科の生徒募集を停止。
- 1973年（昭和48年）7月19日 - 武道館が完成。
- 1974年（昭和49年）7月19日 - 第二グラウンドを造成。
- 1976年（昭和51年）3月20日 - プール跡に視聴覚教室、校内宿泊研修室、食堂が完成。
- 1977年（昭和52年）4月1日 - 本校の定時制課程の生徒募集を停止。
- 1980年（昭和55年）3月31日 - 本校の定時制課程を廃止。
- 1981年（昭和56年）12月20日 - 新体育館、創立80周年記念館、城東渭山同窓会館が完成。
- 1984年（昭和59年）2月1日 - 自転車置場が完成。
- 1986年（昭和63年）3月25日 - 2階建ての弓道場と渭山の館が完成。
- 1989年（平成元年）4月1日 - 内町分校の生徒募集を停止。
- 1991年（平成3年）11月16日 - 創立90周年を記念し、校歌碑と閑寛斎記念碑を設立。
- 1992年（平成4年）3月31日 - 内町分校を廃止。
- 1996年（平成8年）3月28日 - エレベーターを設置。
- 1999年（平成11年）4月1日 - 北島分校の生徒募集を停止。
- 2001年（平成13年）
  - 5月 - 校舎改築工事関連埋蔵文化財発掘調査（徳島城下町遺跡）が開始。
  - 6月7日 - 弓道場、武道場、部室、体育倉庫、渭山の館、生徒会室を解体。
- 2002年（平成14年）
  - 3月31日 - 北島分校を廃止。
  - 4月1日 - この時の入試をもって総合選抜入試を廃止。
  - 4月30日 - 創立百周年記念式典を挙行。
  - 8月1日 - 体育館と同窓会館を解体。
- 2003年（平成15年）4月1日 - 総合選抜の廃止に伴い、この年から単独選抜を開始。
- 2004年（平成16年）8月28日 - 新校舎が完成。
- 2005年（平成17年）
  - 7月20日 - 運動場が完成。
  - 8月10日 - テニスコートが完成。
  - 8月31日 - 新弓道場が完成。
- 2014年（平成26年）3月28日 - 文部科学省スーパーグローバルハイスクールに指定される。
- 2021年 - 普通科人文社会コース、普通科数理コース廃止。
- 2021年（令和3年）3月1日 - 全県一区校となる。
- 2023年  (令和5年) 1月28日 - 野球部がセンバツ高校野球に21世紀枠で選出。春夏通じて初の甲子園出場。[6]

## 徳島城東高等学校の校訓
徳島城東高等学校の前身である徳島高等女学校は創立時から校訓を持たず、徳島県立城東高等学校と名称が変更したあとは生徒会によって作詞された現校歌『雄々しき渭山』（作曲　長谷川良夫）を校訓の代わりとしている。卒業式時に生徒全員が大声で合唱することが恒例となっており、学期始めの際には全校集会で必ず歌唱練習が行われ、またその際の伴奏演奏はオーケストラ部が行う。

## 校舎概要

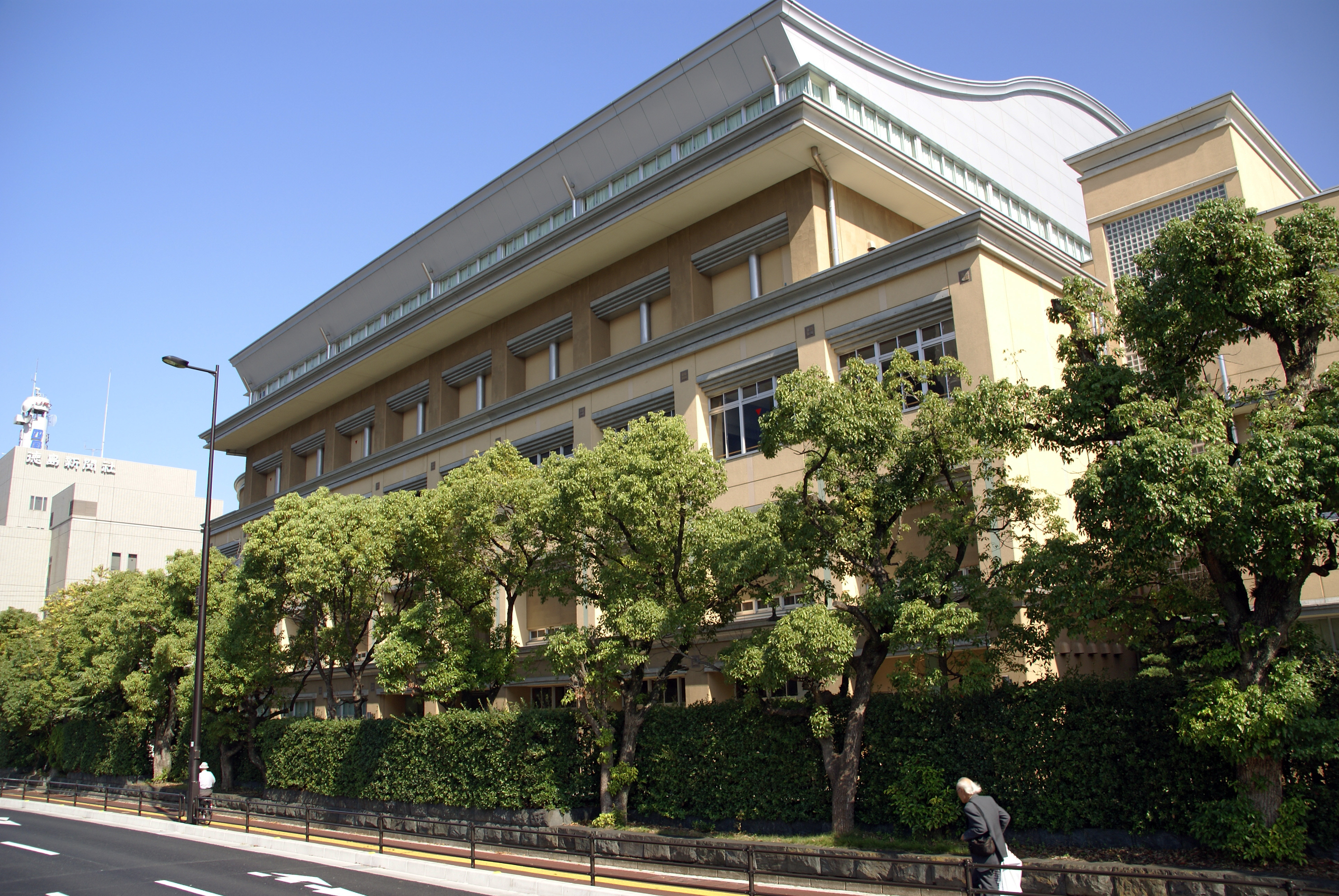
徳島県徳島市のランドマークである眉山をモチーフとした斬新なデザインの体育館棟

旧校舎の老朽化と創立100周年にあわせ2001年から改築工事が行われていたが、埋蔵文化財の発掘や県の公共事業の見直しなどにより大幅に工期が遅れ2004年に新校舎が完成した。徳島県の県立高校としてははじめて全館空調が整備されている。西側に体育館棟、北側に本館棟、南側に生徒館棟が三角形に配置され、中庭はウッドデッキになっている。体育館棟には2階4階に体育館（小アリーナ及び大アリーナ）があり、他には剣道場、柔道場、トレーニングスペース、食堂、図書館、多目的ホールがある。この多目的ホールは最大収容人数が300名であり徳島県内の高校の中では有数の規模である。
本館棟には職員室、保健室、事務室、理科室、被服室、調理室、書道教室などがある。生徒館棟には各クラスごとの教室があり各教室は互いに段違いになるように配置されている。そのため各教室の前は広めにスペースがとられており各教室前には備え付けのベンチがある。
旧校舎周辺にはかつて赤レンガで建造された塀が存在していたが、全体工事の完了の際に取り壊された。本校の同窓生を中心に保存の声が大きかったために、現在では戦災・震災を乗り越えた記念として一部分がモニュメントとして保存されている。

## 制服
本校の制服はブレザータイプで特徴として男子は青色のシャツ、女子はチェックのスカートである。旧制服では男子は学生服、女子はジャンパースカートだった。2004年までは入学時期の関係から旧制服の生徒と新制服の生徒が混在していたが現在は新制服で統一されている。男子制服はネクタイ着用のため一見サラリーマンスーツ姿のように見えることが特徴的である。なお新制服は本校創立100周年事業の一環として生徒および徳島市民の公募アンケートにより採用された。

## クラスの設置課程
普通科の全日制のみ設置している。令和2年に徳島県が行った通学区域制の見直しに伴い同校のクラス制度が新しく変更された。令和2年度以降の入学生は、1年生は全員が同じ教育課程で学習する。そして2年進級時に希望を執り、学力選抜により数理、理系、文系の中からそれぞれのクラスに分かれる。徳島県では高校入試の段階で学科が区別されている高校がほとんどである。しかし、城東高校は普通科のみを設置し、入学後にクラスを分かれさせる制度である点が特徴的であり、人気の要因の一つとなっている。なお平成31年度までの入学生は、入学した段階で希望を執り、学力選抜により数理、文理、人文社会の中からそれぞれのクラスに分かれていた。令和2年に徳島県が行った通学区域制の見直しに伴い同校の制度が新しく変更された。

### 平成31年度の入学生
- 数理
- 文理
- 人文社会

### 令和2年度以降の入学生（2年生から）
- 数理
- 理系
- 文系

## ドリカムセミナー
本校で実施されている総合学習の「ドリカムセミナー」は、生徒の夢実現に向けての手助けとなっている。これは元来福岡県立城南高等学校で行われていたドリカムプランをモデルにしたもので、2000年度に開始された。令和3年度からは廃止が決定した。

## 部活動

### 実績・主な活動
野球部は1996年に軟式から硬式へ移行。第95回記念選抜高等学校野球大会に21世紀枠で選出。
演劇部は、第70回全国高等学校演劇大会（岐阜大会）で、ぎふ総文演劇部門文部科学大臣賞・最優秀賞を受賞。
- 文化部　-　文芸、新聞、放送、サイエンス、オーケストラ・合唱、邦楽、書道、美術、演劇、写真、パソコン、食物、茶道、華道、外語、囲碁・将棋、生物・園芸、百人一首、弁論
- 体育部　-　陸上競技、バスケットボール、バレーボール、バドミントン、硬式テニス、卓球、硬式野球、ソフトボール、サッカー、ラグビー、剣道、空手道、弓道、ハンドボール
- 同好会　-　漫画研究、数学研究、囲碁・将棋、JRC、Knowサークル（人権クラブ）

その他学校非公認クラブも少数存在する。なお、過去には水泳部などの水中競技の体育部が存在したが、現行校舎および旧校舎時代にプールが存在しなかったせいか、廃止されている。現在でも希望が多い場合でない限りは体育の授業でも水泳は行われていない。過去存在した能楽部は資料写真こそ残っているものの、部員減の為に廃止されたが、現在和楽器という部類だけで邦楽部に継続されている。なお、かつては津軽三味線の同好会が存在したが、これも邦楽部に統合され、尺八、琴と同等の扱いとなり、前述の能楽部に存在した鼓の技術を応用し、現在同校の邦楽部は全国でも珍しい和楽器版フルオーケストラ編成が可能なグループとなっている。また校内にあるグラウンドが小さいため、硬式野球をはじめとする一部の体育部は近くにある吉野川の河川敷で練習を行っている。
部活動が盛んな学校でもありバスケットボール部やラグビー部、バレーボール部、バドミントン部、陸上競技部など全国大会出場レベルの部活動も多数存在する。

## 城東渭山（いざん）同窓会
徳島城東高等学校同窓会の愛称であり新校舎の各教室の空調設備は徳島城東高等学校同窓会からの寄附により設置された。また『君の夢に100万円』という在校生の夢（目標）に対して資金援助する奨学金制度（返還義務はなし）を同窓会組織の寄附金を財源として実施している。なお東京都千代田区には都内および首都圏の本校卒業生を対象とした城東渭山同窓会東京支部が活動している。

## 著名な出身者
- 瀬戸内寂聴（作家） - 創立100周年記念事業以来、本校を度々訪れて記念講演を行っていたほか、本校に対し多額の寄付を行っていた。
- 猪子寿之（チームラボ株式会社代表取締役社長）
- 橋本絵莉子（「チャットモンチー」のボーカル・ギター）
- 福岡晃子（「チャットモンチー」のベース・コーラス）
- 瀬戸内美八（宝塚歌劇星組男役）
- 藤田瞳（タレント、第19回ミス京都・ミス日本関西代表）
- 蔭山武人（元NHKアナウンサー）
- 遠藤貴巳（元四国放送アナウンサー）
- 大高翔（俳人）
- 生田花世（詩人）
- 新田昌玄（俳優）
- RYOJI.M（作曲家）
- 疋田博子（声楽家）
- 佐藤禎弘（作曲家、ギタリスト）
- 竹宮惠子（漫画家）
- 鎌田敏夫（脚本家）
- 長江晃生（元バレーボール選手、大阪体育大学講師）
- 柳川大樹（ラグビー選手）
- 森林啓斗（ラグビー選手）
- 淺田千亜希（競艇選手）
- 武内久士（元プロ野球選手）
- 竹井清（国際コミュニケーター)

## 交通アクセス
JR徳島駅より徒歩約15分